# Станіслав Грудзинський
Станіслав Грудзинський (пол. Stanisław Grudziński; 27 квітня 1852, Водяники — †3 червня 1884, Варшава) — поет, прозаїк, літературний критик

## Біографія
Народився 27 квітня 1852 року у селі Водяники (Черкаська область)
Батько, Казимир Грудзинський, одружившись із Марією Соколовською, яка походила із заможної родини, осів у Водяниках, де мав власний маєток. Разом із свояком Малчевським заснував тут цукровий завод. Однак доля невдовзі позбавила їх усього майна. Казимир і Марія мали шестеро дочок і сина Станіслава.
Гімназію і два роки юридичного факультету Станіслав Грудзинський закінчив у Києві, потім переїхав до Кракова, де вступив на філософський факультет Ягеллонського університету. Вже у Кракові він написав кілька поем, овіяних чистим подихом молодої прекрасної душі («Ідеаліст», «Увірвані акорди», «Мрії і пісні»).
Після закінчення університету переїхав до Львова, де познайомився із своєю майбутньою дружиною Софією Міщонгевич. Його дебютом стала видана у 1870 році комедія «Горохом об стіну». У 1876 році переїздить до Варшави, де починає писати для місцевої преси. З 1878 року працює редактором «Народного тижневика». Багато пише: статті, хроніки, фейлетони, новели, повісті. Протягом кількох років видав: «Українські повісті», «Світ і пустеля», «Лялька», «Концерт», «Метеори», «Дружина митця» тощо. Автор книги прози «Дві могили», «Українських повістей» — т.т. 1,2. Переклав польською мовою окремі твори Т. Шевченка.
Грудзинський почав хворіти, у 1882 році мусив залишити роботу в редакції. Відновити сили не допомогли ані лікування у Гліхенбергу, ані тривале перебування у сестри на Поділлі. На початку 1884 року Станіслав Грудзинський повернувся до Варшави, 3 червня того ж року помер у тридцятитрьохрічному віці.

### Проза
- 1. Stanisław Grudziński. Łokciem i miarką: powieść społeczno-obyczajowa. Warszawa: [s.n.], 1879.
- 2. Stanisław Grudziński. Pod szczęśliwą gwiazdą: powieść obyczajowa. Warszawa, 1879.
- 3. Stanisław Grudziński. Półpanek: powieść ukraińska (z przedm. Teodora Jeske-choińskiego. Warszawa: [s.n.], 1899.
- 4. Stanisław Grudziński. Świat i pustynia: powieść. Kościan, 1925.
- 5. Stanisław Grudziński. Wbrew opinii: powieść obyczajowa. Warszawa, 1881.
- 6. Stanisław Grudziński. Zuch dziewczyna: powieść obyczajowa. Warszawa, 1879
- 7. Stanisław Grudziński. Żona artysty. Kraków, 1891.

### Поезія
- 1. Stanisław Grudziński. Dwie mogiły: poemat na tle podań ludu ukraińskiego osnuty. Warszawa: [s.n.], 1870.
- 2. Stanisław Grudziński. Groch o ścianę: komedyjka we dwóch odsłonach. Warszawa: [s.n.], 1870.
- 3. Stanisław Grudziński. Idealista: poemat fantastyczny. Kraków: nakł. aut., 1871.
- 4. Stanisław Grudziński. Na ruinach. Kraków, 1890.
- 5. Stanisław Grudziński. Poezje. Warszawa: M. Orgelbrand, 1883
- 6. Poezye Stanisława Grudzińskiego. Kraków: nakł. aut., 1873
- 7. Stanisław Grudziński. Urwane akordy: poezje. Lwów, 1875.

### Публіцистика
- 1. Stanisław Grudziński. Adam Mickiewicz w obec [!] dzisiejszego społeczeństwa. Odczyt publiczny miany na obchodzie rocznicy śmierci A. Mickiewicza, d. 28 listopada 1873 r. Kraków, 1874.
- 2. Stanisław Grudziński. Poezja a społeczeństwo: odczyt publiczny miany w szeregu odczytów towarzystwa pedagogicznego dnia 4go grudnia 1875 roku w wielkiej sali ratuszowej miasta Lwowa. Lwów: Gubrynowicz i Schmidt, 1876.

### Переклади українською мовою
Станіслав Грудзинський. Українські повісті: Ніч на Івана Купала. Рідні сестри. Підпанок. / переклали Кузьменко О., Братчук О., Чучупака М., Черкаси, 2010.